# Szacsal

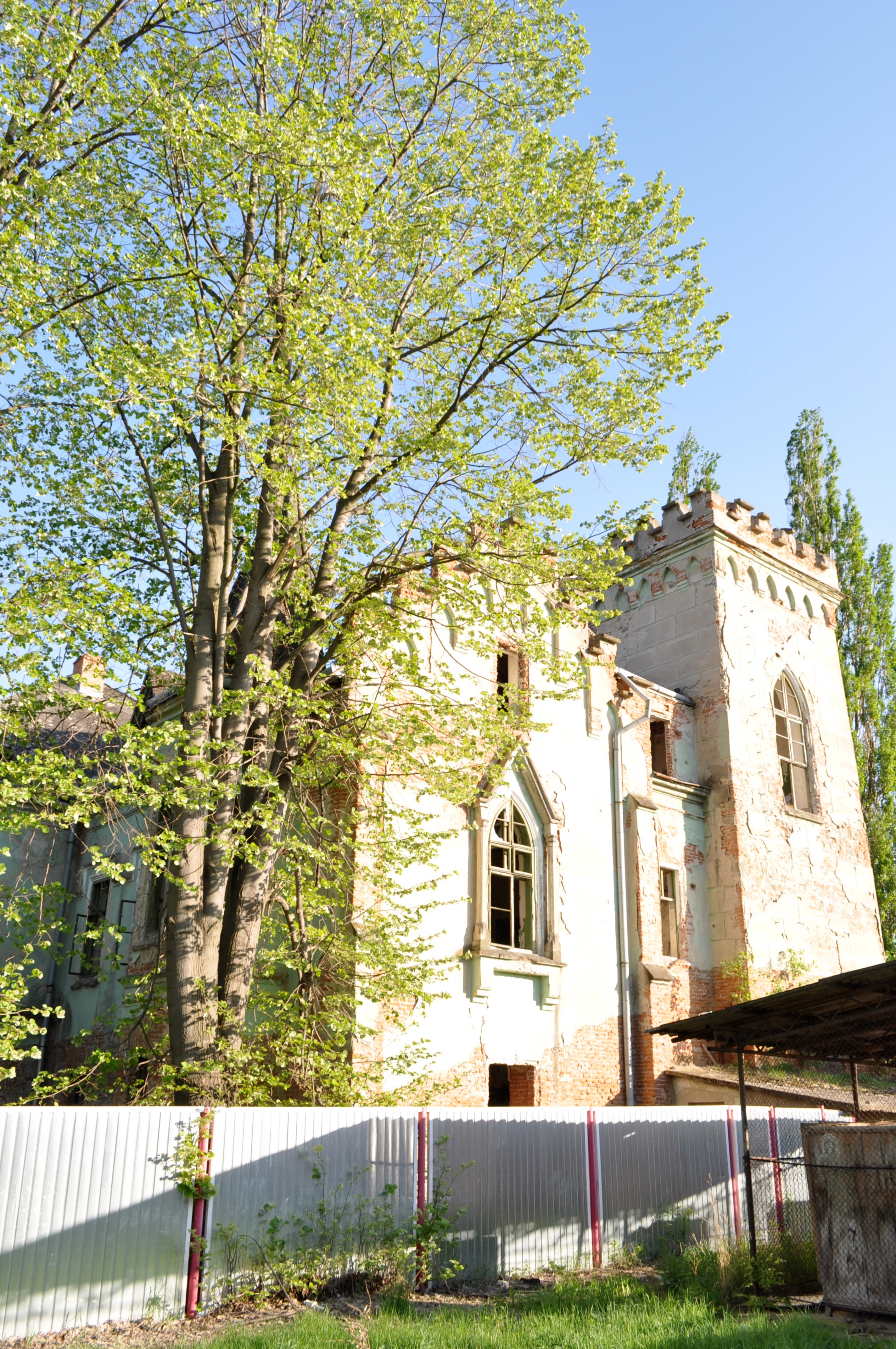

Szacsal (románul: Săcel) Szentpéterfalvával egybeépült falu Romániában, Erdélyben, Hunyad megyében.

## Fekvése
Hátszegtől tíz kilométerre délre fekszik.

## Nevének eredete
A román săcel ('falucska') szóból származik. Először 1440-ben Zaachal, majd 1444-ben Zenchel, 1453-ban Zachal, 1521-ben Zachel, 1733-ban Szetsel alakban írták.

## Története
Kezdettől jobbágyfaluként mutatkozik. A 16–17. századi birtokosa, a Szacsali család 1676-ban halt ki. A 17. században román nyelvű református gyülekezete volt – lelkésze az 1699. január 21-én tartott bajesdi gyűlésen a református egyházszervezetben való maradást választotta. 1766 és 1851 között az Orláti román határőrezredhez tartozott.
1850-ben 368 lakosából 362 volt ortodox román és hat református magyar.
1910-ben 437 lakosából 423 volt román és 11 magyar anyanyelvű; 417 ortodox, 8 római és 6 görögkatolikus és 5 református vallású.
2002-ben 397 lakosából 395 volt román nemzetiségű; 296 ortodox, 68 baptista, 18 adventista és 15 pünkösdista vallású.

## Nevezetességek
- A Nopcsa–Pallavicini-kastély 1800 körül épült. Itt töltötte gyermekkorát Nopcsa Ferenc paleontológus, és a kastélyparkba hordott törmelékben testvére, Nopcsa Ilona által talált dinoszauruszcsontok keltették fel érdeklődését az őslénytan iránt 1895-ben.[2] Később, az 1920-as évek első felében a faluban verték félholtra saját korábbi cselédei a hazatérő bárót.[3] 1944 szeptemberétől 1945 tavaszáig internáltakat őriztek benne: előbb német nemzetiségű civileket, majd legionáriusokat, később magyar és német politikai foglyokat.[4] A kastélyt 1978-ig kisegítő iskola bentlakásaként használták, azóta elromosodott. Az örökösök nem igényelték vissza.[5]
- A falu határa Nopcsa ásatásai óta ismert dinoszauruszlelőhely.

## Képek

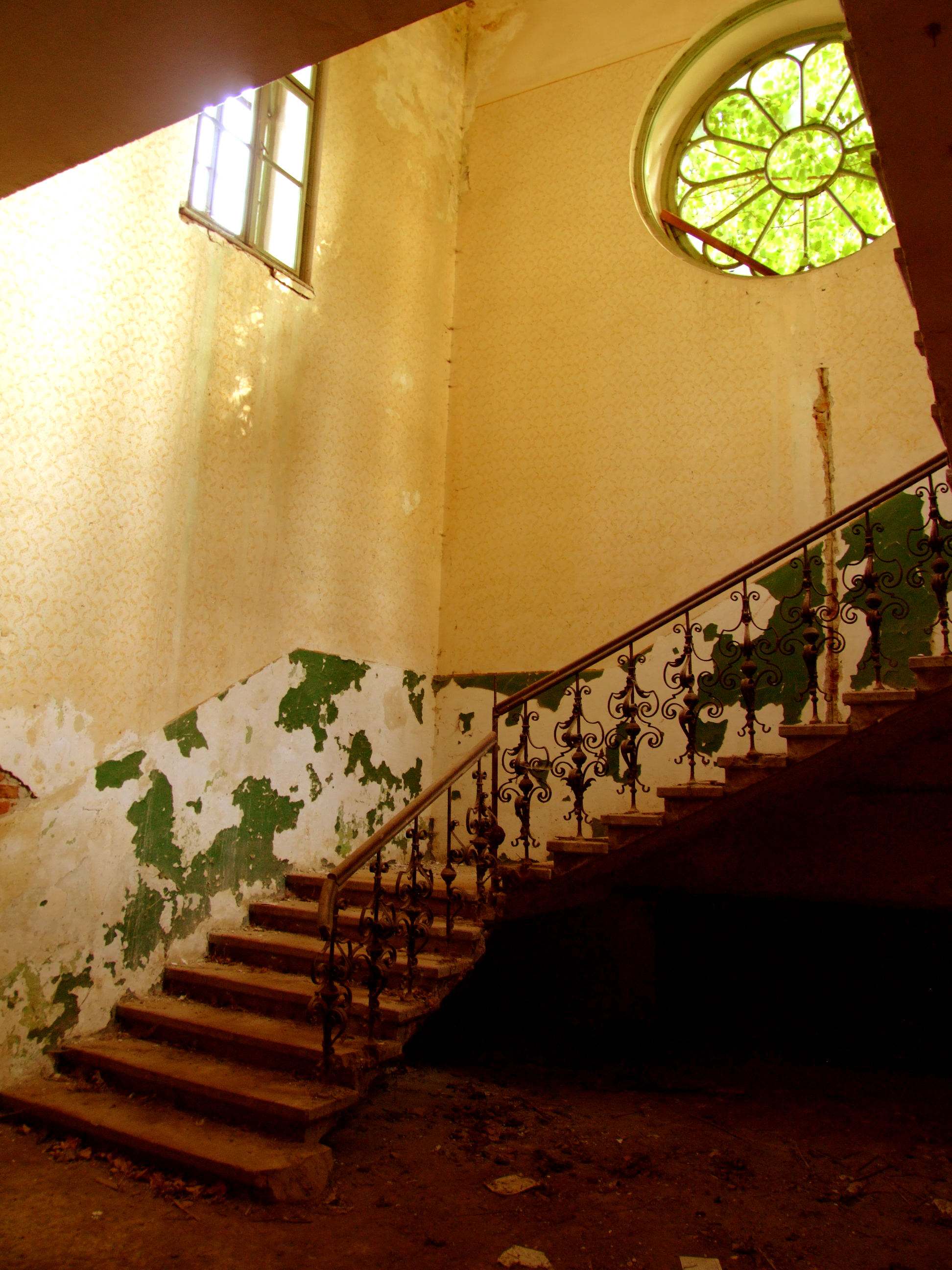
A kastély lépcsőháza
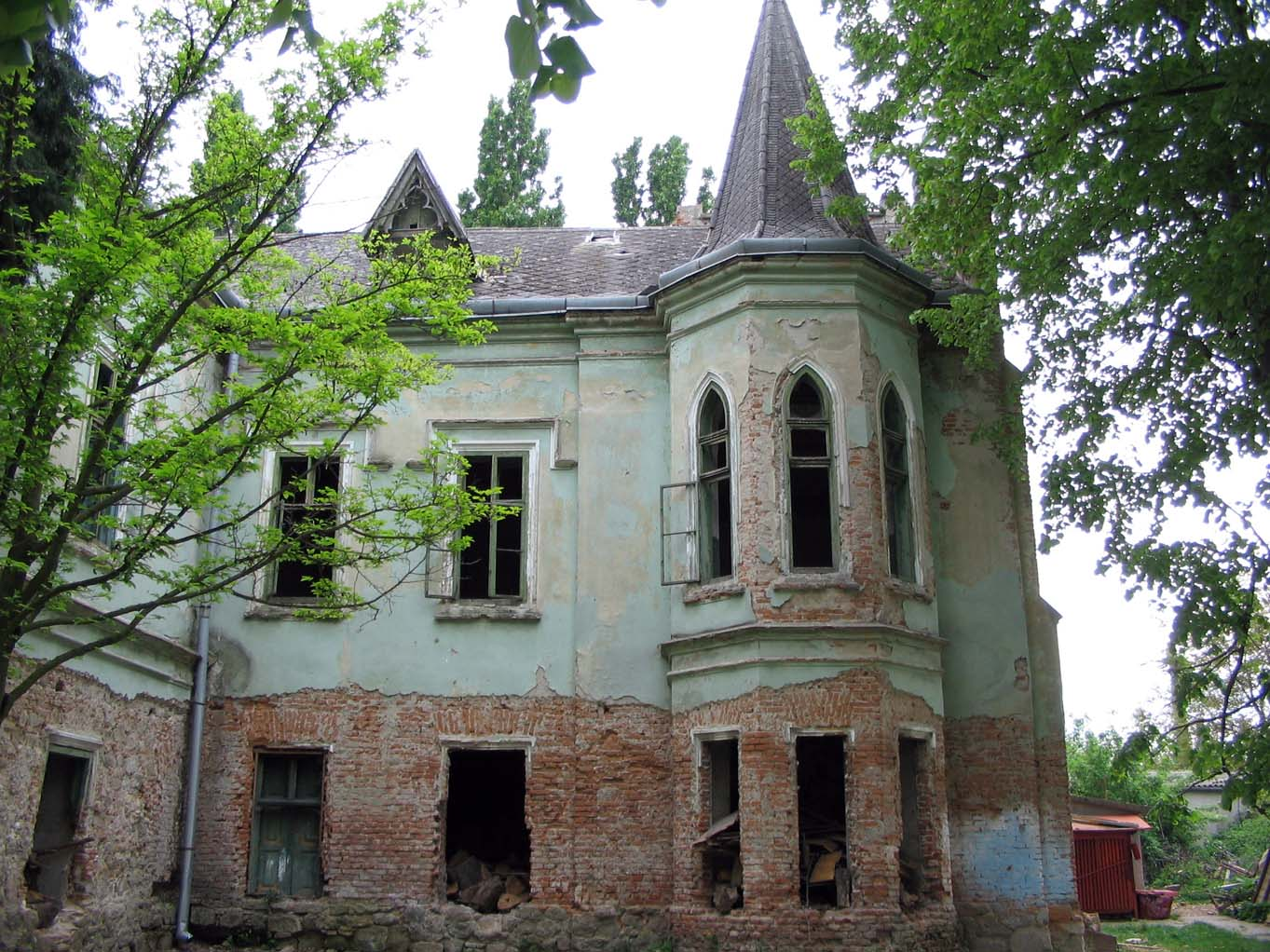